# Pierre Eyt
Pierre Étienne Louis Kardinal Eyt (* 4. Juni 1934 in Laruns, Frankreich; † 11. Juni 2001 in Bordeaux) war Erzbischof von Bordeaux.

## Leben
Pierre Eyt studierte in Bayonne, Toulouse und Rom die Fächer Katholische Theologie und Philosophie. Er empfing am 29. Juni 1961 das Sakrament der Priesterweihe für das Bistum Bayonne. Von 1961 bis 1963 arbeitete er als Seelsorger in Bayonne. Von 1963 bis 1966 forschte er an der Vatikanischen Bibliothek und studierte an der Päpstlichen Universität Gregoriana, wo er 1967 zum Doktor der Theologie promoviert wurde. Anschließend lehrte er am Katholischen Institut von Toulouse, dessen Vizerektor er 1972 wurde und das er von 1975 bis 1981 als Rektor leitete. Am 16. Juli 1976 verlieh ihm Papst Paul VI. den Titel Ehrenprälat Seiner Heiligkeit. Seit 1981 war er Rektor des Institut Catholique de Paris und 1982 wurde er Präsident der Vereinigung katholischer Hochschulinstitute in Frankreich. 1984 gründete er in Jerusalem ein Zentrum für jüdische Studien.
Am 7. Juni 1986 ernannte ihn Papst Johannes Paul II. zum Koadjutorerzbischof von Bordeaux. Die Bischofsweihe spendete ihm der Erzbischof von Bordeaux, Marius Maziers, am 28. September desselben Jahres in der Kathedrale von Bordeaux. Mitkonsekratoren waren Jean-Marie Kardinal Lustiger, Erzbischof von Paris, und André Collini, Erzbischof von Toulouse. Mit dem Rücktritt Marius Maziers am 31. Mai 1989 trat er dessen Nachfolge als Erzbischof von Bordeaux an.
Am 26. November 1994 wurde er als Kardinalpriester mit der Titelkirche Santissima Trinità al Monte Pincio in das Kardinalskollegium aufgenommen.
Er starb am 11. Juni 2001 in Bordeaux und wurde auf dem Friedhof seines Geburtsortes Laruns beigesetzt.